# Espeletia
Genre
Classification APG III (2009)
Espeletia est un genre de plantes à fleurs de la famille des Asteraceae, endémique du páramo dans les Andes (frailejones).

## Liste d'espèces
Selon NCBI (7 oct. 2011) :
- Espeletia pycnophylla
- Espeletia schultzii

Selon ITIS (7 oct. 2011) :
- Espeletia schultzii Wedd.